# Welcome to Rainbow
Welcome to Rainbow är en singel utgiven av svenske musikern Basshunter. Den släpptes 1 april 2006 i formatet CD-R.
"Boten Anna" släpptes som singel den 9 maj 2006. Låten "Evil Beat" nämndes om till "The Beat" och fanns på Basshunters debutalbum LOL <(^^,)>. Låten "Welcome to Rainbow" fanns på Basshunters andra album Now You're Gone – The Album.

## Låtlista
| Nr                 | Titel                                  | Längd |
| ------------------ | -------------------------------------- | ----- |
| 1.                 | "Welcome to Rainbow" (Original Mix)    | 5:06  |
| 2.                 | "Welcome to Rainbow" (Hardstyle Remix) | 5:29  |
| 3.                 | "Evil Beat" (Bonus Track)              | 3:30  |
| 4.                 | "Boten Anna" (Bonus Track)             | 4:48  |
| Total längd: 18:53 |                                        |       |